# 赤坂町 (豊川市)
赤坂町（あかさかちょう）は、愛知県豊川市の町名。

## 地理
豊川市西部に位置し、長沢町、萩町、御油町、御津町と接する。国道1号や県道332号及び374号が通り、それらの付近を音羽川、山陰川という２本の川が流れる。三河湾国定公園に属する宮路山は、町内を代表する山で、古くから紅葉の名所として名高い。

### 字一覧
出典:
- 青木（あおき）
- 池河内（いけごうち）
- 池下（いけした）
- 岩ノ谷（いわのたに）
- 内山（うちやま）
- 会下山（えげやま）
- 北平山（きたひらやま）
- 源造（げんぞう）
- 五本松（ごほんまつ）
- 西縄手（さいなわて）
- 新堤（しんづつみ）
- 十王ヶ入（じゅうおうがいり）
- 関川（せきがわ）
- 狭石（せばいし）
- 竹ノ谷（たけのや）
- 大日（だいにち）
- 丁田（ちょうだ）
- 西裏（にしうら）
- 西平山（にしひらやま）
- 東裏（ひがしうら）
- 東平山（ひがしひらやま）
- 東山（ひがしやま）
- 平山（ひらやま）
- 紅里（べにさと）
- 松本（まつもと）
- 御園（みその）
- 宮路（みやじ）
- 山蔭（やまかげ）
- 横枕（よこまくら）
- 六反（ろくたん）

## 世帯数・人口
2022年（令和４年）9月30日現在の世帯数と人口は以下の通りである。
| 町丁   | 世帯数    | 人口    |
| ------ | --------- | ------- |
| 赤坂町 | 1,129世帯 | 2,935人 |

## 学区
|  |  |

| 番・番地等 | 小学校             | 中学校             | 高等学校普通科 |
| ---------- | ------------------ | ------------------ | -------------- |
| 全域       | 豊川市立赤坂小学校 | 豊川市立音羽中学校 | 三河学区       |

## 歴史

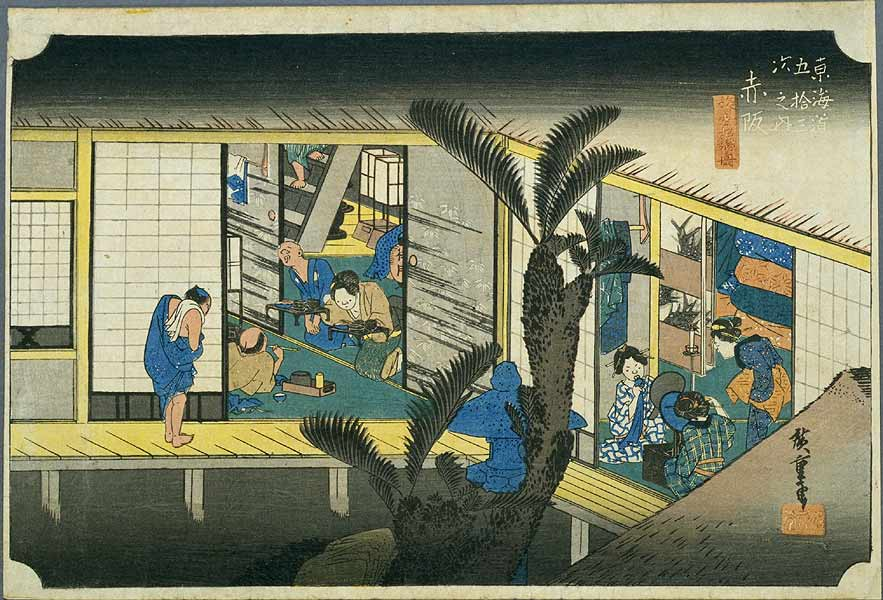
歌川広重『東海道五十三次・赤阪』

赤坂町は旧東海道の宿場町赤坂宿を中心として発展した町である。

### 年表
- 1601年（慶長6年） - 赤坂宿が開設される。
- 1682年（天和2年） - 赤坂陣屋が設置される。
- 1868年（慶応4年） - 赤坂陣屋に三河県の県庁が設置される。
- 1889年（明治22年）10月1日 - 町村制施行により、赤坂村が成立。
- 1894年（明治27年）6月23日 - 町制施行し、赤坂町となる。
- 1955年（昭和30年）4月1日 - 赤坂町、長沢村、萩村が合併し、音羽町となる。
- 2008年（平成20年）1月15日- 音羽町が豊川市に編入され、豊川市赤坂町、同長沢町、同萩町となり、今に至る。

## 神社・仏閣
|  |  |  |  |  |

- 関川神社
- 宮道天神社
- 杉森八幡社
- 正法寺
- 浄泉寺

## 観光・史跡
|  |  |

- 赤坂宿
  - 大橋屋（旧旅籠鯉屋、2015年まで営業され、東海道最後の旅籠であった[7]）
- 御油の松並木（国の天然記念物）

## 施設
|  |  |

- 音羽庁舎・音羽文化ホール
- 音羽生涯学習会館・音羽図書館
- 介護老人保健施設おとわの杜
- 赤坂二号公園
- サンヒル赤坂東山中央公園

## 交通機関
- 名古屋鉄道名古屋本線
  - 名電赤坂駅
- 豊川市コミュニティバス
  - 音羽線・音羽地区地域路線
- 東名ハイウェイバス・ほの国号 (豊橋 - 京都線) ・e-wing
  - 東名音羽バス停